# Тикодендрон
Ticodendron incognitum — вид цветковых растений, единственный в роде Тикодендрон (лат. Ticodendron) монотипного семейства Тикодендровые (лат. Ticodendraceae). Наиболее близкий родственник — семейство Берёзовые (лат. Betulaceae).

## Ареал и история открытия
Вид был открыт в 1989 году в Коста-Рике. Он был не обнаружен прежде из-за своего произрастания в малоисследованных горных лесах пояса туманов, а также самого «обычного», на первый взгляд, внешнего вида. Дальнейшие исследования показали, что его ареал простирается к югу от Коста-Рики через Центральную Америку до Панамы.

## Ботаническое описание

### Вегетативные органы
Ticodendron incognitum — вечнозелёное дерево высотой 7-20 м и диаметром ствола 40-80 см. Древесина желтоватого цвета.
Листья расположены очерёдно; каждый лист расчленён на листовую пластинку и черешок. Самый верхний листочек имеет рифленую структуру и длину 10-15 мм. Простые, достаточно кожистые листья длиной 8-13 см, шириной 4-8 см, эллиптической или яйцевидной формы. Жилкование перистое, от главной жилки в каждую сторону отходит 8-13 боковых жилок. Край листа зубчатый. Нижняя поверхность листа опушена, а верхняя — голая. Прилистники длиной 1,5 см.

### Соцветия и цветки
Растения двудомные. Соцветия — простые или сложные серёжки длиной 1,5-4 см, с прицветниками. Цветки однополые, мелкие. Прицветники присутствуют в женских цветках в зачаточном состоянии, в мужских они отсутствуют. В мужских цветках 8-10 свободных фертильных тычинок, длина тычиночных нитей составляет 2-3 мм, ещё 2 мм приходится на пыльник. В женских цветках два плодолистика срастаются в области завязи. Завязь нижняя. Растения опыляются ветром (анемофилия).

### Плоды
Плод — мясистая, слегка асимметричная односемянная костянка длиной около 7 см и диаметром около 4 см. Эндокарпий с продольными бороздками, вскрывается очень тяжело.